# Camptotypus borneensis
Camptotypus borneensis är en stekelart som beskrevs av Gupta och Tikar 1976. Camptotypus borneensis ingår i släktet Camptotypus och familjen brokparasitsteklar. Inga underarter finns listade.